# RW电子竞技俱乐部
俠盜勇士电子竞技俱乐部（英語：Rogue Warriors，简称RW），是一家由华硕玩家国度资助于2017年成立的中国电子竞技俱乐部，旗下拥有《王者荣耀》（RW俠）、《QQ飞车》、《第五人格》(MRC) 、《和平精英》（RW俠）分部。分别参加王者荣耀职业联赛（KPL）、《QQ飞车》QQ飛車手游S联赛、第五人格中國職業聯賽(IVL)和 和平精英職業聯賽（PEL)。

## 简介
RW战队建立于2017年12月15日。由华硕玩家国度(ASUS ROG)出资获得一个英雄联盟职业联赛（LPL）名额后正式成立。该队随后从数个LPL中上游战队中买到如Smlz、Mouse等与原俱乐部有矛盾或不得志的选手。在2018年LPL春季赛中，作为新军的RW战队在常规赛中出人意料地以东部第二名晋级季后赛，虽然在半决赛中1:3不敌EDG战队，但在随后的季军战中再次爆冷以3:1击败iG，获得春季赛季军。
在2018年英雄联盟洲际系列赛中，RW与RNG、EDG、iG等队共同参赛，在LPL 1:2 落后LCK的情况下，RW在第四局成功击败LCK春季赛冠军Kingzone DragonX，将比赛拖入决胜局，并帮助LPL卫冕该赛事冠军。
原RW打野选手王湘（ID：weiyan）因在参加2020年LPL春季赛期间存在严重违纪及违规行为，被RW解除合约并上报至LPL联盟处理。

## 英雄联盟
2021年12月2日，RW正式被AG电子竞技俱乐部收购并更名为AL。

## 王者荣耀
2025KPL春季赛名单：

### 队员名单
| 国籍           | 姓名 | 位置   | ID     |
| -------------- | ---- | ------ | ------ |
| 中华人民共和国 | Fly  | 彭云飞 | 对抗路 |
| 中华人民共和国 | 梓轩 | 李云鹏 | 对抗路 |
| 中华人民共和国 | 青槐 | 赵君   | 对抗路 |
| 中华人民共和国 | 无双 | 胡家荣 | 打野   |
| 中华人民共和国 | 見月 | 韓楷   | 中路   |
| 中华人民共和国 | 小晗 | 肖炜晗 | 中路   |
| 中华人民共和国 | 秋源 | 吴星源 | 发育路 |
| 中华人民共和国 | 小A  | 杨荣鑫 | 游走   |

### 教练组
| ID    | 姓名   | 位置       | 国籍 |
| ----- | ------ | ---------- | ---- |
| 大大  | 张敏   | 主教练     | 中国 |
| 子越  | 唐子越 | 助教       | 中国 |
| 祝捷  | 祝伟豪 | 数据分析师 | 中国 |
| Jacky | 朱峻颐 | 经理       | 中国 |
| 冬瓜  | 黄泽冬 | 领队       | 中国 |

## QQ飛車

### S聯賽 現役队员名单
|      | 國籍           | 选手ID  | 姓名   |
| ---- | -------------- | ------- | ------ |
| 教練 | 中华人民共和国 | RW.六欲 | 李瀟楠 |
| 競速 | 中华人民共和国 | RW.雲海 | 蔡浩然 |
| 競速 | 中华人民共和国 | RW.閩閩 | 余閩   |
| 競速 | 中华人民共和国 | RW.悟空 | 邱鋼昕 |